# Malešice
Malešice – część Pragi. W 2006 zamieszkiwało ją 10 740 mieszkańców.